# Johann Benjamin Erhard
Johann Benjamin Erhard (Norimberga, 8 febbraio 1766 – Berlino, 28 novembre 1827) è stato un medico, filosofo e scrittore tedesco, più noto in Italia per il saggio L'apologia del diavolo, scoperto e tradotto in italiano nel 1943 da Benedetto Croce, mentre in patria il suo nome è maggiormente legato allo studio Sul diritto del popolo a una rivoluzione. Conobbe, tra gli altri, Fichte e Kant, dei quali fu amico e corrispondente.

## Biografia

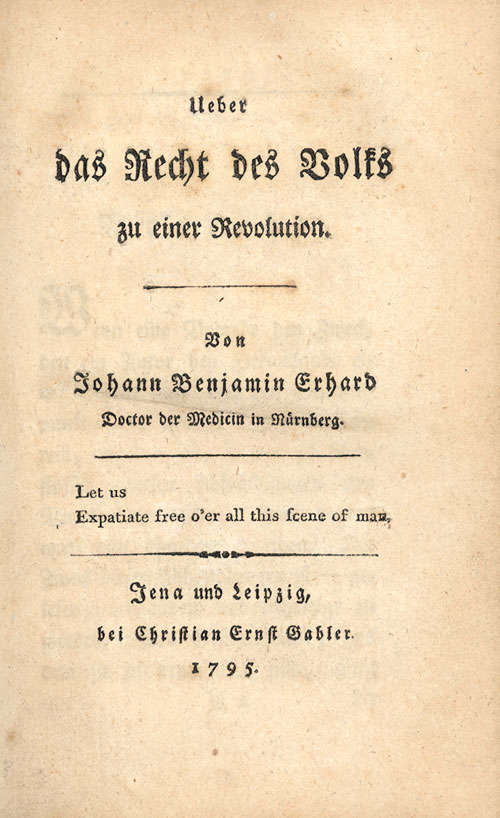
Erhard Revolution

Da giovanissimo, pur avendo appreso il mestiere del padre, un piccolo artigiano dedito alla lavorazione dei metalli, si appassionò alla filosofia e alla matematica. Dopo aver studiato medicina a Würzburg, entrò in contatto, dal 1786, con il pensiero di Kant e con la sua Critica della ragion pura. La sua mente fu quindi indirizzata verso studi filosofici, che confluirono in scritti pubblicati per lo più su periodici, ma anche qualcuno di essi in opuscolo o in appendice a lavori altrui, tra il 1791 e il 1799.
Tra la fine 1790 e l'inizio del 1791 fu a Jena, prima di visitare, nell'ordine, Gottinga, Copenaghen e Königsberg. Qui conobbe Fichte e Kant, con il quale intraprese una serie di scambi epistolari sul «fondamento del diritto punitivo».
Nel 1795 pubblicò le sue opere principali, ossia Sul diritto del popolo a una rivoluzione (in tedesco Über das Recht des Volks zu einer Revolution) e l'Apologia del diavolo (nell'edizione originale Apologie des Teufels), che comparve nel giornale di filosofia di Friedrich Niethammer.  Nella prima opera, che all'uscita venne sequestrata a Lipsia, a Vienna e a Monaco, sostenne i diritti morali del popolo alla rivoluzione, secondo una visuale giacobina. Nell'apologia non affrontò il concetto e il mito del diavolo, che invece viene visto dall'Erhard come «metafora del male», per osservare quest'ultimo «nel rapporto di unità e di opposizione che lo collega alla moralità».
A Berlino dal 1799, cominciò ad esercitare con continuità la professione di medico, scrivendo anche trattati medico-scientifici. Molti dei suoi scritti comparvero, postumi, pubblicati per cura di Karl August Varnhagen von Ense.

## Altre Opere
- An Herrn Friedrich Nicolai, 1798, su books.google.it.
- Ueber die Einrichtung und den Zweck der hohern Lehranstalten, Johann Gottfried Braun, Berlin 1802.
- Ueber freiwillige knechtschaft und alleinherrschaft, Ruder, Berlin 1821, su books.google.it.
- R.U. Barnhagen von Ense (a cura di), Denkwürdigkeiten des Philosophen und Arztes, su books.google.it, Stuttgart, 1830.